# 丹麦购买加利福尼亚的提议
丹麦购买加利福尼亚的提议，也称为“丹麦化”（英語：Denmarkification，引申自“加州化”一词），是一场具讽刺性的政治请愿活动，旨在代表丹麦通过众筹购买美国加利福尼亚州。这项提议在2025年初引起了广泛关注，作为对唐纳德·特朗普总统提议美国购买丹麦领土格陵兰的一种抗议和反对形式。丹麦政府澄清表示格陵兰岛是非卖品。购买加利福尼亚的请愿活动于2025年2月在网上疯传，吸引了数十万个签名支持，并被各大国际新闻媒体广泛报道。这场运动虽然幽默，但被认为是对美国领土野心和对丹麦的主张以及特朗普领导下的美国外交政策的批评。该活动旨在通过购买加利福尼亚州并将丹麦优秀文化（包括从Hygge到自行车道再到三明治等）带入该州，从而“让加利福尼亚再次伟大”。请愿书指出，如果加利福尼亚州被丹麦购买，那么“法治、全民医保和基于事实的政治可能会适用”，该州的名称将更改为“新丹麦”。

## 背景
特朗普在其第一任期和第二任期内，一再声称美国应该控制格陵兰岛。据报道，他认为大美国对国家安全至关重要，也是加强他作为总统的历史遗产的一种方式，类似于前任威廉·麦金莱为美国获得新领土的方式。丹麦首相梅特·弗雷泽里克森此前曾称特朗普的提议“荒谬”，而格陵兰总理穆特·博鲁普·埃格德明确表示该国不会出售格陵兰。2025年2月10日，美国共和党众议员巴迪·卡特提出立法，将格陵兰岛更名为“红、白、蓝之地”，并允许唐纳德·特朗普“购买或以其他方式获得”格陵兰岛。特朗普的提议也加剧了人们对格陵兰独立运动的担忧，格陵兰总理在2024年底表示，该岛需要“摆脱‘殖民主义的枷锁’”。特朗普的提议在丹麦被广泛认为是荒谬的，同时也被大多数美国人反对。

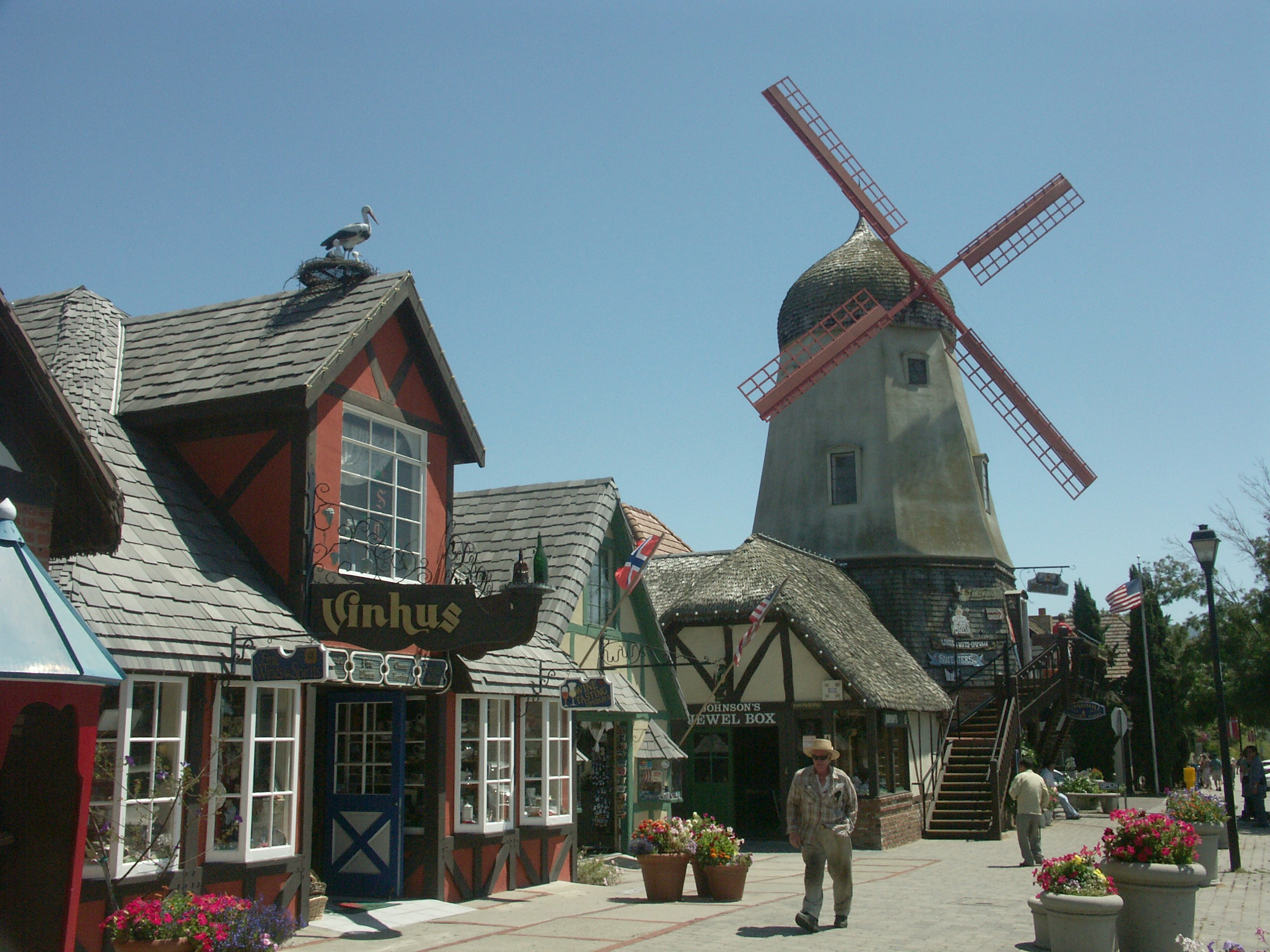
2005年的加利福尼亚州索夫昂

2月同一时间，泽维尔·迪图瓦发起了一项在线请愿，要求购买加利福尼亚，该请愿由一个自称“丹麦化”的组织发起。迪图瓦在菲律宾度假时萌生了这个想法。他说当时他和朋友在酒吧里，无意中听到一个美国人对“让美国再次伟大”抱有同情，讨论特朗普的格陵兰岛提议。迪图瓦告诉美联社记者表示：“那个美国人似乎没有理解，任何国家的总统——尤其是在美国自称的稳定民主国家——提出或威胁接管另一个主权国家的领土是多么疯狂和荒谬”。那天晚上晚些时候，迪图瓦一边喝着啤酒，一边想出了“丹麦化”的概念来“传达新殖民主义的淫秽”。次日早上，他使用DeepSeek以特朗普的风格编写内容，并为请愿书创建了网站。这份请愿书被描述为讽刺和玩笑。迪图瓦并非丹麦公民，具有法国和瑞士的血统，因此他自称是新丹麦“首席糕点官”的候选人。
加利福尼亚州与丹麦和丹麦人有着悠久的历史渊源。在南加州，由丹麦移民于1911年建立的城鎮索夫昂被暱称为“美国的丹麦首都”，以其斯堪的纳维亚主题而闻名，包括主要街道“哥本哈根大道”、风车、松饼球、汉斯·克里斯蒂安·安徒生主题博物馆和埃尔弗霍伊历史与艺术博物馆。

## 提议购买的理由
请愿书概述了丹麦收购加利福尼亚州的数项理由：
- 全年享受阳光、棕榈树和海滩文化
- 牛油果供应稳定，因为加州生产美国近90%的牛油果
- 科技行业主导地位，利用硅谷的创新
- 实施斯堪的纳维亚社会政策，包括全民医保和扩大自行车道
- 文化融合，将迪士尼乐园更名为“安徒生乐园”
- 加州应更名为新丹麦[14]

该组织表示，乐高高管可能会被要求达成协议，因为“处理因丢失积木而发脾气的孩子使他们成为谈判专家”。

## 反应
该提案发布后迅速在网络传播开来，吸引了数十万个签名支持，并被CNN、德国之声、NBC新闻和CBS等主要国际新闻媒体广泛报道。分析人士和评论员注意到该活动的喜剧基调，但也强调其对特朗普领导下的美国外交政策的潜在批评。
丹麦和加州居民参与了网上讨论，一些人支持“丹麦化”的想法，而另一些人则将其视为精心设计的笑话，因为其组织者承认这是一个“梦想”。丹麦和加州的政治人物大多避免发表严肃的评论，但一些人承认该提案反映了更广泛的政治挫败感。